# Zweites Kabinett der Gironde
Das zweite Kabinett der Gironde war die Rückkehr der mehrheitlich girondistischen Minister in die Regierungsverantwortung nach dem Sturm auf die Tuilerien am 10. August 1792. Das Kabinett existierte bis zum 2. Juni 1793.

## Vorgeschichte
Schon vom 24. März bis zum 13. Juni 1792 hatte es ein girondistisch geprägtes Kabinett gegeben, jedoch unter gänzlich anderen Vorzeichen.
Der stets lavierende Ludwig XVI. hoffte damit dem Druck der Straße nachzugeben und abzubauen und statt Monarchisten und den konservativ geprägten Feuillants, linkeren revolutionäreren Kräften die Macht und damit die Verantwortung zu überlassen.

## Installation
Nach der Suspension Ludwig XVI. am 10. August wurden daher die schon einmal tätigen Persönlichkeiten wieder in die ministeriale Regierungsverantwortung berufen.
So erhielt Étienne Clavière wieder das Finanzministerium, Jean-Marie Roland de La Platière wieder das Innenministerium und Joseph Marie Servan de Gerbey wieder das Kriegsministerium.
Vierter Minister wurde Pierre Henri Helene Marie Lebrun-Tondu, er erhielt das Außenministerium. Formal war Lebrun-Tondu, kein Mitglied im Klub der Gironde, ihm aber doch zugeneigt.
Jedoch war schon zu Beginn auch die Bergpartei vertreten. So stellte der Klub der Jakobiner mit Gaspard Monge den Minister für Marine- und Kolonialangelegenheiten und die Cordeliers mit Georges Jacques Danton den Justizminister. Danton wurde zu diesem Zeitpunkt auch bis zu seinem Rücktritt am 9. Oktober als Leitender Minister wahrgenommen.

## Weiterer Verlauf
Danton wurde durch Dominique Joseph Garat ersetzt, der der Gironde nahe stand. Als leitender Kopf, wurde neben dem nur im Klub agierenden Brissot dann Roland wahrgenommen, der aber wegen der sogenannten Geldschrankaffäre, am 23. Januar 1793 von seinem Amt zurücktrat. Die Führung übernahm dann Clavière, der aber glücklos agierte und mit der Verhaftung der Elite der Gironde durch den Aufstand der Pariser Sansculotten endete auch dieses zweite Kabinett.
Diese erste Regierung der neugegründeten Republik erhielt die Bezeichnung Provisorischer Exekutivrat (frz. conseil exécutif provisoire). Dieser endete nicht mit dem Ende der Gironde, sondern im Rahmen dieses Exekutivrates übernahmen jetzt mehrheitlich jakobinische Minister die Regierung.